# (10953) Gerdatschira
(10953) Gerdatschira (4276 P-L) – planetoida z pasa głównego asteroid okrążająca Słońce w ciągu 3 lat i 111 dni w średniej odległości 2,22 j.a. Została odkryta 24 września 1960 roku.